# Coup de sang (film)
Pour les articles homonymes, voir Coup de sang.
Pour plus de détails, voir Fiche technique et Distribution.
Coup de sang est un film français écrit et réalisé par Jean Marbœuf et sorti en 2006.

## Synopsis
Pierre Valois est un retraité veuf et solitaire, qui finit par aller jusqu'à commettre un crime.

## Fiche technique
- Réalisation : Jean Marbœuf
- Scénario : Jean Marbœuf
- Production :  Les Films du Chantier, Centre National de la Cinématographie
- Photographie : Baptiste Magnien
- Musique : Ursus Minor (produit par Jean Rochard)
- Montage : Aurélie Bensoussan
- Durée : 84 minutes
- Date de sortie: 
  - France : 20 décembre 2006

## Distribution
- Pierre Arditi : Pierre Valois
- Marie-Christine Barrault : Florence Valois (voix)
- Milan Argaud : garçon fête foraine
- Jean-Paul Bazziconi : serveur café
- Sandrine Le Berre : Margaux
- Paul Borne : client café
- Georges Caudron : l'employé
- Fadila Belkebla : Mme Cheidi
- Pierre Cognon : l'homme au chien
- Christophe Correia : Tireur fusil
- Anne Deleuze : la commissaire
- Patrick Farrugia : le bonimenteur
- Liliane Coutanceau : employée accueil
- Vincent Gauthier : le SDF
- Bernard Haller : Louis
- Ludivine Sagnier : La serveuse

## Critiques
Pour Le Figaro, « le réalisateur nous enveloppe dans une banalité aliénante pour mieux la faire exploser ». Pour Le Monde, « Bourré de clichés, le film repose sur une fonction de la caméra qui permet d'isoler certains éléments dans un plan ».